# Hotel Palas (Banja Luka)
Hotel Palas, hotel je i zaštićena građevina u Banjoj Luci. Sagrađen je na mjestu negdašnje Šehove džamije 1933. godine kao vakufski posjed Islamske zajednice u Bosni i Hercegovini. Danas je u vlasništvu Zepter Internationala. 

## Izgradnja hotela
Na mjestu današnjega hotela „Palas” nekada se nalazila Šehova džamija, poznata i kao Sijamija džamija, izgrađena 1580. godine. Nalazila se u Donjem Šeheru, odnosno, današnjem središtu Banja Luke. Građena je od ćerpiča i s drvenim minaretom, kao i mnoge banjalučke džamije tog vremena. 
Budući da je džamija 1931. godine srušena, na njezinom je mjestu izgrađen vakufski hotel „Palas”. Kao spomen na Šehovu džamiju na vrhu vakufskog hotela Palas postavljen je minaret. Hotel je izgrađen 1933. godine, za vrijeme mandata prvoga bana Vrbaske banovine, Svetislava Tise Milosavljevića.
Posjetitelji su na raspolaganju imali kavanu, pivnicu, restoran, dvije zasebne dvorane, kinodvoranu s preko 400 pokretnih sjedišta, 60 spavaćih soba, dizalo, javno kupalište, terasu za sunčanje i garažu. Slabo je poznata činjenica da je Palas „zimi”, kad nije bilo turista, postajao činovnički hotel. Po vrlo povoljnim cijenama činovnici su iznajmljivali sobe.
Prvi vlasnik hotela „Palas” bio je Medžlis Islamske zajednice Banja Luka. Na fasadama se očuvao ukras od secesijskoga slobodnoga krivolinijskoga ornamenta, s elementima koji podsjećaju na orijentalnu arabesku. Projektant hotela bio je Dionis Sunko, arhitekt iz Zagreba. Na izgradnju je utrošeno 15 milijuna dinara, za koju je 1931. podignut kredit. Kada je nakon Drugoga svjetskog arata hotel izvlašten tj. postao društveno vlasništvo, Medžlis je nastavio vraćati kredit i vratio ga je u cijelosti 1950. godine, a dokazni dokumenti o tomu nalaze se u vakufskom arhivu.
Za potresa 1969. hotel je bio teško oštećen. Jedna od najintrigantnijih anegdota iz doba potresa vezana je za hotelsku sobu koja je preživjela katastrofu. Hotel je bio teško oštećen u potresu: srušene su sve sobe osim jedne - sobe broj 113. Ključ ove sobe su kao souvenir časnici JNA predali Josipu Brozu Titu, prigodom njegova posjeta porušene Banja Luke.
Godine 1985. započela je dogradnja hotela. Na 6300 četvornih metara uporabnoga prostora planiralo se smjestiti disco–bar s 250 sjedećih mjesta, TV–saloni za prvi i drugi program s po 40 sjedišta, buffet, također s 40 sjedećih mjesta i dva salona sa 110 sjedišta. U prizemlju novoga objekta trebali su biti smješteni gotovo svi ostali ugostiteljski sadržaji. Kavana s ljetnim vrtom, restoran sa 420 stolaca, zimskai vrt, zalogajnica s ljetnim vrtom, express-grill, dva caffe bara, kavana i slastičarnica, nacionalni restoran sa 110 sjedišta, aperitiv-bar i banketna dvorana. Pored toga, predviđeni su i prostori za prodavaonice i tisak, cvjećarnicu, suvenirnicu, muški i ženski frizerski saloni, dva butika i turističku agenciju. Tadašnjnim projektom predviđeno je da novi „Palas” umjesto 180 ima oko 600 ležajeva. Iako je plan predviđao prijam prvih posjetitelja početkom 1987. godine, do toga nije došlo. Gradnja nije završena ni u sljedećih nekoliko godina, a svi planovi prekinuti su kada su u Bosni i Hercegovini započela ratnja zbivanja. Nakon rata, „Palas”  je privatiziran, a kupila ga je tvrtka Zepter.
Projekt obnove i izgradnje „Palasa” predstavljen je 2007. godine, a prema informacijama iz 2012. godine nastavak su kočili neriješeni imovinsko-pravni odnosi oko dvije parcele zemljišta na kojem se nalazi objekt. Izgradnja hotelskoga zdanja na osam katova u središtu Banja Luke ranije je procijenjena na oko 40 milijuna eura. Projektom je predviđena obnova oko 20 000 metara kvadratnih prostora (sobe, poslovni prostori, kongresne dvorane, bazen i spa-centar). Godine 2011. hotel je dobio rješenje Republičke uprave za geodetske i imovinsko-pravne poslove Republike Srpske u kojemu je navedeno kako je zemljište ispod objekta vlasništvo hotela Palas. Međutim, Medžlis Islamske zajednice Banja Luka na tu odluku podnio je žalbu Okružnom sudu tvrdeći kako je odluka Republičke uprave za geodetske i imovinsko-pravne poslove Republike Srpske nezakonita. Postupak je okončan 2017. godine. Ustavni sud Bosne i Hercegovine u Velikom Vijeću, rješavajući apelaciju Medžlisa Islamske zajednice Banja Luke, na sjednici održanoj 19. travnja 2017. godine donio je Odluku o dopustivosti i meritumu.
Danas hotel „Palas” uz smještajne kapacitete raspolaže i s kavanom, restoranom, prodavaonicama u prizemlju, kinom, dječjom igraonicom i inim pratećim sadržajima. Hotelska zgrada zaštićeni je spomenik graditeljskoga nasljeđa prve kategorije. Godine 2021. arhitekt Hani Rashid je u društvu vlasnika tvrtke Zepter u Banjoj Luci najavio rušenje nedovršena dijela hotela i izradu novoga dizajnerskoga rješenja.

## Vanjske poveznice
- Zepter Palace Banja Luka Hotel